# (2764) Moeller
(2764) Moeller – planetoida z pasa głównego asteroid okrążająca Słońce w ciągu 3 lat i 135 dni w średniej odległości 2,25 j.a. Została odkryta 8 lutego 1981 roku w Lowell Observatory (Anderson Mesa Station) przez Normana Thomasa. Nazwa planetoidy pochodzi od Sonii Louisy Moeller-Thomas, matki odkrywcy. Przed nadaniem nazwy planetoida nosiła oznaczenie tymczasowe (2764) 1981 CN.